# Keep on Moving
Keep on Moving är ett musikalbum av The Butterfield Blues Band som lanserades 1969 på Elektra Records. Användandet av gruppens blåssektion blev nu ännu mer tydligt än på det förra albumet In My Own Dream, liksom att gruppens texter drogs åt 1960-talets motkultur i USA. Ett exempel är "Love March", som gruppen även framförde på Woodstockfestivalen. Men även mer renodlad bluesrock finns på skivan.

## Låtlista
1. "Love March"
2. "No Amount of Loving"
3. "Morning Sunrise"
4. "Losing Hand"
5. "Walking by Myself"
6. "Except You"
7. "Love Disease"
8. "Where Did My Baby Go"
9. "All in a Day"
10. "So Far, So Good"
11. "Buddy's Advice"
12. "Keep on Moving"

## Listplaceringar
- Billboard 200, USA: #102[1]